# غصون في الوحل (مسلسل)
غصون في الوحل، مسلسل تلفزيوني كويتي. قام بإخراجه محمد دحام الشمري وأول تجربة تأليف لمنى النوفلي. تم عرض الحلقة الأولى في 17 فبراير 2019، وقامت الفنانة هدى حسين ببطولته.

## قصة العمل
«غصون» شخصية حاقدة وتجسدها هدى حسين امرأة أربعينية تتخبط بالحقد وتعاني من عقد نفسيّة كثيرة، فتحوّلت إلى إنسانة فظّة في التعامل مع الآخرين، وهو ما ينعكس سلباً على حياته وكثيرا ما تتعرض للعديد من المواقف الحياتية التي تؤثر عليها وعلى علاقاتها في كل الأشخاص المحيطة بها، وهي رئيسة قسم الموظفات في إحدى الوزارات، وتخرج كل عقد النقص لديها على الموظفات التي تتعامل معها، فهي تربت ونشأت بدون وجود رجل في حياتها، وكانت أي شخص سعيد ومرتاح تحب تخرب العلاقة بين الطرفين.

## الممثلون
- هدى حسين (غصون)
- محمد الرشيد (ممثل) (خالد)
- فوز الشطي (بدرية)
- لطيفة المجرن (شريفة)
- ريم ارحمة (روان)
- أميرة محمد (ابتسام)
- عبد الله الطراروة (فهد)
- عبدالله السيف (فواز)
- سارة القبندي (إلهام)
- علي الحسيني (ناصر)
- محمد المنيع (والد ابتسام وإلهام)
- محمد الوادي (فارس)
- أحمد الهزيم (زوج شريفة)
- شهد سلمان (والدة فواز)
- إيمان فيصل (المحققة)
- رانيا شهاب (شذى)
- سارة الراشد (عذاري ابنة بدرية وفواز)
- محسن الحداد (مبارك ابن بدرية وفواز)
- عبدالعزيز الحجي (مشاري ابن بدرية وفواز)
- مصطفى هارون (حسن ابن ناصر وروان)